# Grapete
José Borges de Couto, mais conhecido como Grapete (Silvianópolis, 26 de maio de 1943), é um ex-futebolista brasileiro que atuou como zagueiro.

## Carreira
Começou a jogar futebol em quadros amadores - aos 12 anos entrou para o juvenil do Flamengo de Pouso Alegre e aos 15 anos para o Palmeiras também de sua cidade natal. Seu primeiro clube foi o Rodoviário Futebol Clube.
Foi levado para Belo Horizonte pelo pai, torcedor atleticano. Entrou para o quadro juvenil do Atlético Mineiro em 1962 sem nenhum custo financeiro. Trabalhou pesado para conseguir a vaga de titular no time profissional com William e Graziani, seus principais opositores na vaga.
Assinou contrato como profissional em 1964 e estreou num amistoso em Juiz de Fora contra o Tupi. No início de sua carreira, Grapete jogava de lateral-esquerdo. Um dia, o ex-jogador Afonso, que era técnico do Atlético, precisou de um zagueiro de área e resolveu lançá-lo na posição, onde adaptou-se melhor.
Esteve presente no jogo de inauguração do Mineirão, atuando pela Seleção Mineira contra o River Plate, em 5 de setembro de 1965.
Jogou 21 partidas do Campeonato Mineiro de 1970 ficando de fora apenas na estreia do time no Campeonato.
Fez parte da equipe Campeã Brasileira em 1971.
Atuou pelo clube entre os anos de 1964 e 1975, em 486 partidas onde nunca marcou um gol. Mas não se preocupava com isso. Segundo ele, sua posição era de não deixar que o atacante adversário os faça. Foi ídolo da torcida pela sua maneira dedicada de atuar. O jogador só se entristecia quando marcava um gol contra. Dizia que isto que maltratava o zagueiro.
Se transferiu para o América de São José do Rio Preto, onde jogou por 60 dias e resolveu pendurar as chuteiras.

### Apelido
Sobre o apelido, Grapete dizia: "Isto é do tempo de criança ainda. Vivia com o refrigerante na mão o dia inteiro e a turma encarnou: Grapette, Grapette, Grapette, e pegou."
Segundo a Revista Atlético nº 10 de 1967, o apelido de Grapete surgiu quando o jogador ainda tinha cinco anos de idade e estava no bar de seu pai, em Silvianópolis. Certo dia, um freguês pediu um refrigerante Grapette. Zé Borges achou estranha a atitude do freguês já que quase todos os homens do interior só pediam cachaça. Zé Borges serviu o rapaz que passou a chamá-lo de Grapete.

## Títulos
Atlético Mineiro
- Campeonato Mineiro: 1970
- Campeonato Brasileiro: 1971[1][6]
- Taça Minas Gerais de 1975